# P-83
P-83 — 9-мм польский самозарядный пистолет.

## История
Первый прототип, P-78A был разработан в 1978 году.
В 1983 году пистолет был принят на вооружение вооружённых сил, правоохранительных органов и спецслужб ПНР, началось серийное производство на оружейном заводе Z. M. Łucznik в Радоме.
В 2004 году, после неудачной попытки замены на WIST-94, армию опять перевооружили на P-83 и начали закупать пистолеты иностранного производства.
В 2014 году, P-83 оставался на вооружении вооружённых сил, а также использовался в полиции (по состоянию на середину 2009 года, на вооружении полиции имелось 8490 шт.).
В 2018 году началась замена на VIS 100.

## Конструкция
Пистолет состоит из четырёх основных узлов, на которые разбирается при неполной разборке: рамки, затвора, магазина и возвратной пружины. Автоматика пистолета работает за счет отдачи свободного затвора. Возвратная пружина надета на ствол. Канал ствола хромирован, имеет четыре правосторонних нареза. Ударно-спусковой механизм двойного действия.
Питание патронами производится из коробчатого магазина с однорядным расположением патронов.
Прицельные приспособления механические, открытого типа. Щёчки рукояти изготовлены из чёрной пластмассы. Рычаг затворной задержки укрыт под левой щечкой рукоятки.
Неполная разборка оружия производится без использования инструмента.
В сравнении с P-64 конструкция P-83 является более технологичной в производстве — кожух затвора изготовлен штамповкой из стального листа.

## Варианты
- 9 mm pistolet wz. 1983 — пистолет обр. 1983 года под патрон 9×18 мм ПМ[1]
- P-83 Wanad — коммерческая модель под патроны 9×18 мм ПМ и 9×17 мм, выпуск начат в 1991 году[1]
- P-83M - опытный вариант, разработанный в 1983-1984 годы. При сохранении большей части деталей от прототипа включал рамку из пластмассы (с металлическим вкладышем для муфты ствола); двухрядный магазин ёмкостью 12 патронов и автоматический предохранитель, смонтированный в рукоятке, блокирующий курок. Пистолет не выпускался серийно, в 1991 году, после изготовления партии опытных образцов пистолета Р-83М, дальнейшие работы над этим оружием были прекращены[8]
- PT-83 — опытный вариант с глушителем[8], серийно не выпускался (изготовлено 10 шт.)
- P-83G — газовый пистолет под патрон 9 мм РА, разработан в 1990-е годы[9]
- P-93 — вариант с удлинённым до 100 мм стволом, разработан в 1993 году, выпущен в небольшом количестве[8].

## На вооружении
- Польша - по состоянию на 2014 год, P-83 оставался на вооружении вооружённых сил[10], а также использовался в полиции (по состоянию на середину 2009 года, на вооружении полиции имелось 8490 шт.)[11]